# 台灣大車隊
25°02′53.6″N 121°32′21.6″E / 25.048222°N 121.539333°E
台灣大車隊股份有限公司（英語：Taiwan Taxi Co., LTD.，簡稱：大車隊）是台灣第一大計程車隊，市佔率達25%，亦即在台灣路上合法計程車(包含黃色及多元化計程車)中，平均每四台就有一台歸屬於台灣大車隊，自2001年開始商業運轉，旗下有多個分隊，並且會在車頂燈箱上使用台灣大車隊的專屬車隊標誌。
台灣大車隊被前全虹企業董事長林村田重整後以產業轉型為訴求，把計程車當成通路業經營，並導入科技化、紀律化、優質化管理，目前廣告收入和販售商品收入加總高過叫車收入，同時每日叫車輛高達20000台；一時之間震撼業界。

## 概況
目前車隊有5個中隊、10多個分隊，全台約有24000多名隊員，台灣大車隊目前除了台北市外，新北市、桃園市、新竹縣市、台中市、嘉義縣市、台南市、高雄市等台灣主要都會區都有成立分公司據點，資本額5.92億元，現任董事長為前全虹企業董事長林村田，24小時全天候衛星行車監控，矢志提升整體計程車業服務品質與營運績效，力朝「高科技運輸服務業」的目標邁進。車隊目前於雙北車輛數約為10000部，全台灣車輛數累績約24000台。

## 歷史
- 2001年（民國90年），台灣大車隊股份有限公司成立，初期專業於GPS衛星派遣叫車服務。
- 2002年（民國91年），7月，正式投入營運服務。
- 2004年（民國93年），更名熊貓車隊。
- 2005年（民國94年），10月，經營組織調整，更名台灣大車隊。
- 2006年（民國95年），高雄、桃園、基隆營業處成立。
- 2007年（民國96年），新竹、台中、嘉義、台南營業處成立。
- 2008年（民國97年），開辦酒後代駕服務。
- 2009年（民國98年），與統一超商共同開辦ibon叫車服務。
- 2010年（民國99年），城市衛星車隊成立。
- 2012年（民國101年）11月，股票上櫃。
- 2013年（民國102年）2月，併購婦協車隊：5月，併購泛亞衛星車隊。
- 2018年（民國107年）2月，與屏東縣政府合作開辦「計程車巴士」服務偏鄉地區公路客運。

## 關係事業
附屬公司
- 台灣大車隊投資控股股份有限公司
- 城市衛星車隊股份有限公司
- 龍典計程車客運服務股份有限公司（大愛車隊）
- 皇星計程車客運服務業有限公司（婦協車隊）
- 泛亞計程車客運服務有限公司（泛亞衛星車隊）

後勤維修
- 三毅交通企業股份有限公司
- 永發小客車租賃股份有限公司
- 金讚汽車保修股份有限公司
- 瑞豐交通有限公司
- 年豐交通企業有限公司
- 六通開發股份有限公司
- 傾國科技股份有限公司

轉投資事業
- 台灣大旅行社股份有限公司
- 台灣智慧生活網股份有限公司
- 台灣大清潔有限公司
- 臻穎股份有限公司（台灣大洗衣）
- 全球商務科技股份有限公司
  - 全球快遞股份有限公司

## 多元的付款服務
- 電子票證：悠遊卡
- 車上實體信用卡
- APP內綁定支付(定價車限用本類支付): 信用卡、LINE Pay、悠遊付
- 跳表後掃描司機QR支付：除可使用上述支付外，亦可使用街口支付、橘子支付、歐付寶、icash Pay、台新Pay、全支付
- 跨境支付: 支付寶
- 企業簽單

## 外部連結
- 台灣大車隊 （页面存档备份，存于）（繁體中文）
- 台灣大車隊 TaiwanTaxi 粉絲團的Facebook專頁
- YouTube上的台灣大車隊頻道（繁體中文）